# ミサイルの一覧/H
Hで始まるミサイルの一覧。便宜上Lまでのミサイルの一覧を含む。

## H
- HGM-16（アトラス）
- LGM-25（タイタンI）
- Hongnu（紅纓）
  - HN-5
  - HN-6
- Hongqi（紅旗）
  - HQ-61
  - HQ-7
  - HQ-9
- HOT
- Hsiung Feng（雄風）
  - HF-1（雄風I型、ガブリエル）
  - HF-2（雄風II型）
  - HF-2E（雄風IIE型）
  - HF-3（雄風III型）
- HaiYing（海鷹）
  - HY-1
  - HY-2
  - HY-3
  - HY-4

## I
- IDAS
- IRIS-T

## J
- J-600T
- Julang（巨浪）
  - JL-1
  - JL-2

## K
- Kミサイル
  - K-4
  - K-5
  - K-15（サガリカ）
- K-5（RS-1U）
- K-9
- KAN
- Kai Shan（凱山）
  - KS-1（HQ-12）
- K-ASROC
- KEPD 350

## L
- LAM
- LFK NG
- LGM-30（ミニットマン）
  - LGM-30A（ミニットマンI）
  - LGM-30F（ミニットマンII）
  - LGM-30G（ミニットマンIII）
  - LEM-70（ERCS）
  - START-X
- LGM-118（ピースキーパー）
- Lie Ying（猟鷹）
  - LY-60（HQ-64）
- LIM-49（スパルタン）